# Lockheed Martin RQ-3
Die Lockheed Martin RQ-3 DarkStar (wird auch als Tier III-Minus bezeichnet) ist eine Drohne, die in Zusammenarbeit der DARPA, Lockheed Martins Skunk Works und Boeing im Auftrag des Defense Airborne Reconnaissance Office (DARO) entstand.

## Beschreibung
Der Erstflug der RQ-3 fand am 29. März 1996 statt. Sie wurde am 1. Juni 1996 der Öffentlichkeit vorgestellt. Dieser Prototyp stürzte im gleichen Jahr ab. Ein zweiter Prototyp, der RQ-3A, wurde 1997 fertig und hatte 1998 seinen Erstflug. Er besitzt elektro-optische Sensoren sowie ein hochauflösendes Synthetic Aperture Radar. Die Drohne ist durch ihre Stealth-Eigenschaften vom feindlichen Radar nur sehr schwer zu erkennen.
Das System kann selbständig starten, fliegt bis zu 500 Meilen in sein in der Regel stark geschütztes Einsatzgebiet, wo es sich acht Stunden aufhalten kann, und kehrt danach selbständig zur Einsatzbasis zurück. Es dient der taktischen Aufklärung und kann mit dem Aufklärer Global Hawk (Tier II-Plus) zusammenarbeiten. Das Programm wurde Anfang 1999 aus Budgetgründen eingestellt.
Während des Irakkrieges soll allerdings eine verbesserte Version der DarkStar eingesetzt worden sein. Die genauen Details sind geheim, allerdings haben Mitarbeiter der US Navy und der US Air Force einige Merkmale beschrieben. Die Flugzeugzelle soll im Wesentlichen eine vergrößerte Variante der DarkStar sein, wobei auch eine geringere Infrarotsignatur erreicht werden konnte. Im Bereich der Avionik sollen ein LPI-Radar und -Datenlink sowie elektro-optische Sensoren zum Einsatz kommen. Die gewonnenen Daten werden primär über eine Satellitenverbindung übertragen, wobei sich die Antenne auf der Oberseite der Maschine befindet, um sie vor feindlichen SIGINT-Sensoren zu schützen. Die Drohnen wurden nur in sehr geringer Stückzahl gefertigt und sind nie in Serie gegangen.

## Technische Daten

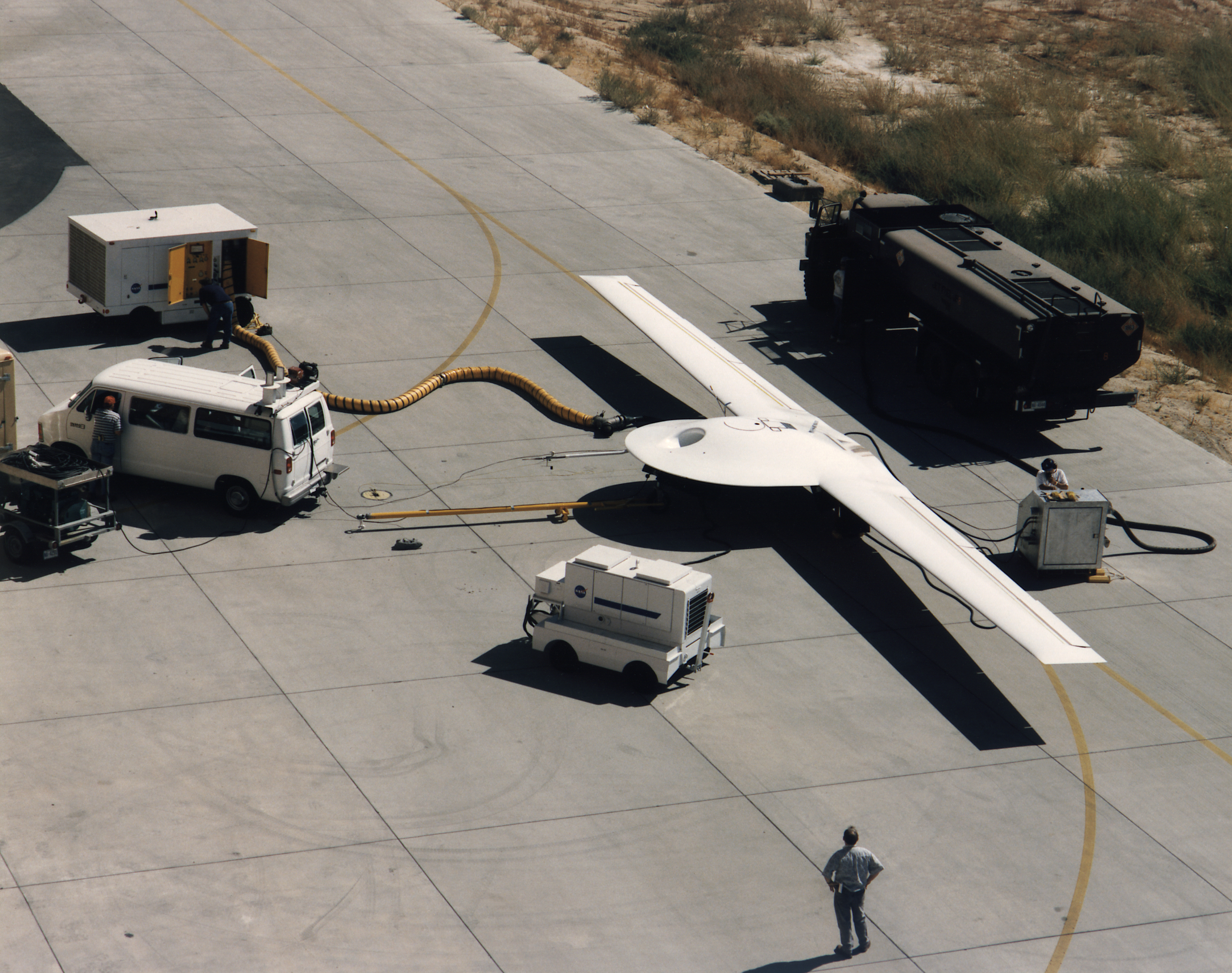
RQ-3 Dark Star im Dryden Flight Research Center auf der Edwards AFB in Kalifornien

| Kenngröße             | Daten                                                                |
| --------------------- | -------------------------------------------------------------------- |
| Besatzung             | keine                                                                |
| Länge                 | 4,57 m                                                               |
| Spannweite            | 21,03 m                                                              |
| Höhe                  | 1,06 m                                                               |
| Leermasse             | 1980 kg                                                              |
| max. Startmasse       | 3855 kg                                                              |
| Höchstgeschwindigkeit | 460 km/h                                                             |
| Dienstgipfelhöhe      | ca. 13.500 m                                                         |
| Einsatzradius         | 925 km                                                               |
| max. Einsatzdauer     | mehr als 8 h                                                         |
| Triebwerk             | ein Williams-Rolls FJ44-1A-Mantelstromtriebwerk mit ca. 8,5 kN Schub |
| Bewaffnung            | keine                                                                |

## Rezeption
- In dem Thriller-Roman Im Zeichen des Drachen des US-amerikanischen Schriftstellers Tom Clancy setzen die US-Streitkräfte mehrere Drohnen des DarkStar-Typs ein, um den in dieser fiktiven Realität im Krieg mit der Volksrepublik China befindlichen, frischgebackenen NATO-Verbündeten Russland mit qualitativ hochwertigen Echtzeit-Luftbildern zu versorgen. Dies verschafft den Verbündeten einen entscheidenden strategischen Vorteil und sorgt letztlich für die Niederlage der chinesischen Volksbefreiungsarmee und das Ende des Konflikts. Die in diesem Roman verwendeten Drohnen tragen die Namen berühmter Schauspielerinnen. So wird eine Drohne von ihren Bedienern Marilyn Monroe genannt, eine andere Ingrid Bergman, eine dritte Grace Kelly.